# Журавский, Пётр Аверьянович
Пётр Аверьянович Жура́вский (укр. Петро Овер’янович Журавський; 5 февраля 1919, Баштечки, Киевская губерния — 1998, Нагорная, Черкасская область) — колхозник, украинский коммунистический деятель, звеньевой механизированного звена колхоза «Прогресс» Жашковского района Черкасской области, Украинская ССР. Герой Социалистического Труда (1965). Лауреат Государственной премии СССР (1975). Депутат Верховного Совета УССР 7—8 созывов.

## Биография
Родился 5 февраля 1916 года в селе Баштечки Жашковской волости Таращанского уезда Киевской губернии (ныне в Жашковском районе Черкасской области) в крестьянской семье.
С 1935 по 1939 год трудился на различных работах в колхозе имени Ворошилова селе Баштечки Жашковского района. В 1939 году был призван на военную службу в Красную армию. Участвовал в Великой Отечественной войне в составе 239-го отдельного гвардейского дивизиона 30-го гвардейского миномётного полка. Демобилизовался в 1946 году.
С 1958 года — механизатор колхоза «Прогресс» в селе Нагорная Жашковского района. В 1959 году назначен звеньевым механизированного звена в этом же колхозе. Вместе с учёными киевского НИИ сахарной свеклы разработал и применил машинную технологию выращивания сахарной свеклы, которая стала затем широко применяться на Украине. Благодаря новой технологии звено, возглавляемое Петром Журавским, во время девятой пятилетки ежегодно собирало в среднем по 398 центнеров сахарной свеклы с участка площадью 135 гектаров.
31 декабря 1965 года удостоен звания Героя Социалистического Труда и в 1975 году награждён Государственной премией СССР за выдающиеся достижения в труде.
Избирался депутатом Верховного Совета УССР 7-го и 8-го созывов (1967—1971; 1971—1975), делегатом XXIII съезда КПУ (1966) и XXIV съезда КПУ (1971), на которых избирался членом ЦК КПУ.
После выхода на пенсию проживал в селе Нагорная, где скончался в 1998 году.

## Награды
- Медаль «Серп и Молот» — указом Президиума Верховного Совета СССР от 31 декабря 1965 года;
- дважды Орден Ленина (31 декабря 1965, )
- Орден Октябрьской Революции;
- Орден Отечественной войны 2-й степени (1985);
- Медаль «За отвагу» (29.07.1943);
- Медаль «За победу над Германией в Великой Отечественной войне 1941—1945 гг.»;
- Заслуженный механизатор сельского хозяйства Украинской ССР;
- Государственная премия СССР (1975);
- медали.

## Память
- Именем названа улица в Кривом Роге[2].